# Spinning Around
"Spinning Around" er en sang af den australske sangerinde Kylie Minogue, udgivet som den første single fra hendes syvende studiealbum Light Years (2000).

## Udgivelse og indspilning
Sangen blev skrevet af Ira Shickman, Osborne Bingham, Kara DioGuardi og Paula Abdul, og produceret af Mike Spencer. Sangen blev givet til Minogue for hendes album Light Years, og er musikalsk en dance pop-sang med mange disco-påvirkninger.
"Spinning Around" blev udgivet i juni 2000 i Storbritannien, og blev en verdensomspændende succes. Singlen nåede førstepladsen på UK Albums Chart og i Australien på ARIA Charts, hvor den har solgt 245.000 eksemplarer. Sangen blev også certificeret platina af Australian Recording Industry Association og sølv af British Phonographic Industry.

## Musikvideo
Musikvideoen viser Minogue danse i en natklub i små guld hotpants. Den har været en af Minogues mest ikoniske videoer til dato.

## Formater og sanger
Britiske CD 1
1. "Spinning Around" – 3:28
2. "Spinning Around" (Sharp Vocal Mix) – 7:04
3. "Spinning Around" (7th Spinnin' Dizzy Dub) – 5:23
4. "Spinning Around" (Video)

Britiske CD 2
1. "Spinning Around" – 3:28
2. "Cover Me with Kisses" – 3:08
3. "Paper Dolls" – 3:34

Europæiske CD 1
1. "Spinning Around" – 3:28
2. "Cover Me with Kisses" – 3:08
3. "Paper Dolls" – 3:34
4. "Spinning Around" (Sharp Vocal Mix) –– 7:04
5. "Spinning Around" (Video)

## Hitlister
| Hitliste                           | Placering |
| ---------------------------------- | --------- |
| Australien (ARIA Charts)           | 1         |
| Belgien (Ultratop 50 Flandern)     | 35        |
| Belgien (Ultratop 40 Vallonien)    | 39        |
| Frankrig (SNEP)                    | 28        |
| Tyskland (Media Control Charts)    | 62        |
| Irland (Irish Singles Chart)       | 4         |
| Nederlandene (Dutch Top 40)        | 30        |
| Nederlandene (Mega Single Top 100) | 31        |
| New Zealand (RIANZ)                | 2         |
| Schweiz (Schweizer Hitparade)      | 34        |
| Sverige (Sverigetopplistan)        | 42        |
| Storbritannien (UK Singles Chart)  | 1         |

## Certificering
| Land                 | Certificering |
| -------------------- | ------------- |
| Australien (ARIA)    | Platina       |
| Storbritannien (BPI) | Sølv          |
| New Zealand (RIANZ)  | Guld          |